# Норт-Риджвілл (Огайо)
Норт-Риджвілл (англ. North Ridgeville) — місто (англ. city) в США, в окрузі Лорейн штату Огайо. Населення — 35 280 осіб (2020).

## Географія
Норт-Риджвілл розташований за координатами 41°23′10″ пн. ш. 82°1′29″ зх. д. / 41.38611° пн. ш. 82.02472° зх. д. (41.386152, -82.024728).  За даними Бюро перепису населення США в 2010 році місто мало площу 61,07 км², з яких 60,70 км² — суходіл та 0,36 км² — водойми.

## Демографія
Згідно з переписом 2010 року, у місті мешкало 29 465 осіб у 11 500 домогосподарствах у складі 8486 родин. Густота населення становила 482 особи/км².  Було 12109 помешкань (198/км²).
Расовий склад населення:
| - 95,0 % — білих - 1,5 % — чорних або афроамериканців - 1,2 % — азіатів - 0,2 % — корінних американців |

До двох чи більше рас належало 1,6 %. Частка іспаномовних становила 3,3 % від усіх жителів.
За віковим діапазоном населення розподілялося таким чином: 23,1 % — особи молодші 18 років, 61,9 % — особи у віці 18—64 років, 15,0 % — особи у віці 65 років та старші. Медіана віку мешканця становила 40,7 року. На 100 осіб жіночої статі у місті припадало 96,3 чоловіків;  на 100 жінок у віці від 18 років та старших — 92,6 чоловіків також старших 18 років.
Середній дохід на одне домашнє господарство  становив 77 602 долари США (медіана — 65 783), а середній дохід на одну сім'ю — 88 305 доларів (медіана — 78 080). Медіана доходів становила 53 268 доларів для чоловіків та 48 750 доларів для жінок. За межею бідності перебувало 6,7 % осіб, у тому числі 9,8 % дітей у віці до 18 років та 4,3 % осіб у віці 65 років та старших.
Цивільне працевлаштоване населення становило 15 170 осіб. Основні галузі зайнятості: освіта, охорона здоров'я та соціальна допомога — 21,6 %, виробництво — 15,4 %, роздрібна торгівля — 11,8 %, науковці, спеціалісти, менеджери — 11,3 %.